# Harold F. Loomis
Harold Frederick Loomis (23 de diciembre de 1896 - 5 de julio de 1976) fue un botánico y miriapodólogo estadounidense conocido por sus contribuciones a la agronomía, la fitopatología, y la taxonomía  de los milpiés. Describió más de 500 especies y catalogó la flora y la fauna de América Central y las Antillas.

## Biografía
Nació en el barrio Mertensia de Farmington, Nueva York en 1896. Trabajó para el Departamento de Agricultura de los Estados Unidos desde 1914 hasta su jubilación en 1958, unos 44 años y fue director de la Estación de Introducción de Plantas en Chapman Field, Miami, de 1931-1958. Estuvo involucrado principalmente en la producción de caucho natural, y también trabajó en las enfermedades del maíz y el algodón. Él era un miembro fundador del Fairchild Tropical Botanic Garden, y sirvió muchos años en su Consejo de Administración. También coleccionaba plantas y líquenes del suroeste de Estados Unidos, a menudo contribuye ejemplares junto con el botánico Robert Hibbs Peebles. En 1939 Loomis describió el alatum tropical palmera Astrocaryum alatum ("coquillo").
Su otra área de investigación fue en los artrópodos. Loomis fue un miembro honorario en entomología en la Instituto Smithsoniano, y un colaborador de investigación activa con el Museo Nacional de Historia Natural, y la Colección de Artrópodos del Estado de Florida en Gainesville. Temprano en su carrera, comenzó a trabajar con su compañero botánico / entomólogo Orator F. Cook.
En 1919 acompañó a Loomis Cocine en una expedición a China para estudiar los cultivos, así como cobrar los milpiés, y en 1928 Loomis y Cook describieron el milpiés con el mayor número de patas conocidos, Illacme plenipes de California. Especialidad de Loomis fue en los milpiés de América Central y el Caribe, y más de su carrera nombrando a más de 500 especies, por lo menos 127 nuevos géneros, 2 nuevas subfamilias y 9 nuevas familias, incluyendo Messicobolidae, Tingupidae y Tridontomidae, con sólo algunos taxones con nombre con los coautores.
Produjo 64 artículos científicos sobre los artrópodos y 50 de milpiés En cuanto al número de especies descritas, Loomis se ubica como uno de los diez mejores taxónomos milpiés de la historia.

## Publicaciones seleccionados
Como único autor:
- Loomis, H. F. (1927). Development of flowers and bolls of Pima and Acala cotton in relation to branching. U.S. Dept. of Agriculture
- Loomis, H. F. (1936). The millipeds of Hispaniola, with descriptions of a new family, new genera, and new species. Bull. Mus. Comp. Zool., 80: 3-191, text figs. 1-75, pls. 1- 3
- Loomis H. F. (1939). A new palm from Costa Rica, Astrocaryum alatum. Jour. Wash. Acad. Sci., 29 (4): 141–146.
- Loomis, H. F. (1964). The millipeds of Panama (Diplopoda). Fieldiana: Zoology, 47(1): 1-136, plates 1-13.
- Loomis, H. F. (1968). A checklist of the millipeds of Mexico and Central America. Bull. U.S. Nat. Mus., 266; 1-137

Con colegas
- King, C. J., and H. F. Loomis. (1927). Factors influencing the severity of the crazy-top disorder of cotton. Washington, D.C.: U.S. Dept. of Agriculture.
- O. F. Cook and H. F. Loomis (1928). Millipedes of the order Colobognatha, with descriptions of six new genera and type species, from Arizona and California. Proceedings of the United States National Museum 72(18): 1–26, f. 1–6, pls. 1–2.
- King, C. J., and Loomis, H. F. (1929). Further studies of cotton root rot in Arizona with a description of a sclerotium stage of the fungus. U.S. Department of Agriculture.
- King, C. J., Claude Hope, and H. F. Loomis. (1931). Studies on sclerotia and mycelial strands of the cotton root-rot fungus. Journal of Agricultural Research 42 (12): 827-840.

## Honores

### Eponimia
Zoología
- Loomisiola Hoffman, 1979 (Polydesmida, Chelodesmidae)
- Colactis loomisi Hoffman, 1954 (sin. Colactis tiburona), Callipodida, Schizopetalidae
- Nesobolus loomisi Hoffman, 1998 (Spirobolida: Rhinocricidae)
- Prostemmiulus loomisi Mauriès, 1979 (Stemmiulida, Stemmiulidae)
- Tridontomus loomisi Shear, 1977 (Polydesmida, Tridontomidae)
- Troglocambala loomisi Hoffman, 1956 (sin. Cambala ochra), Spirostreptida, Cambalidae
- Tylobolus loomisi Keeton, 1966 (Spirobolida, Spirobolidae)
- La abreviatura «H.F.Loomis» se emplea para indicar a Harold F. Loomis como autoridad en la descripción y clasificación científica de los vegetales.[4]

## Abreviatura (zoología)
La abreviatura Loomis  se emplea para indicar a Harold F. Loomis como autoridad en la descripción y taxonomía en zoología.